# Blachernaipalatset

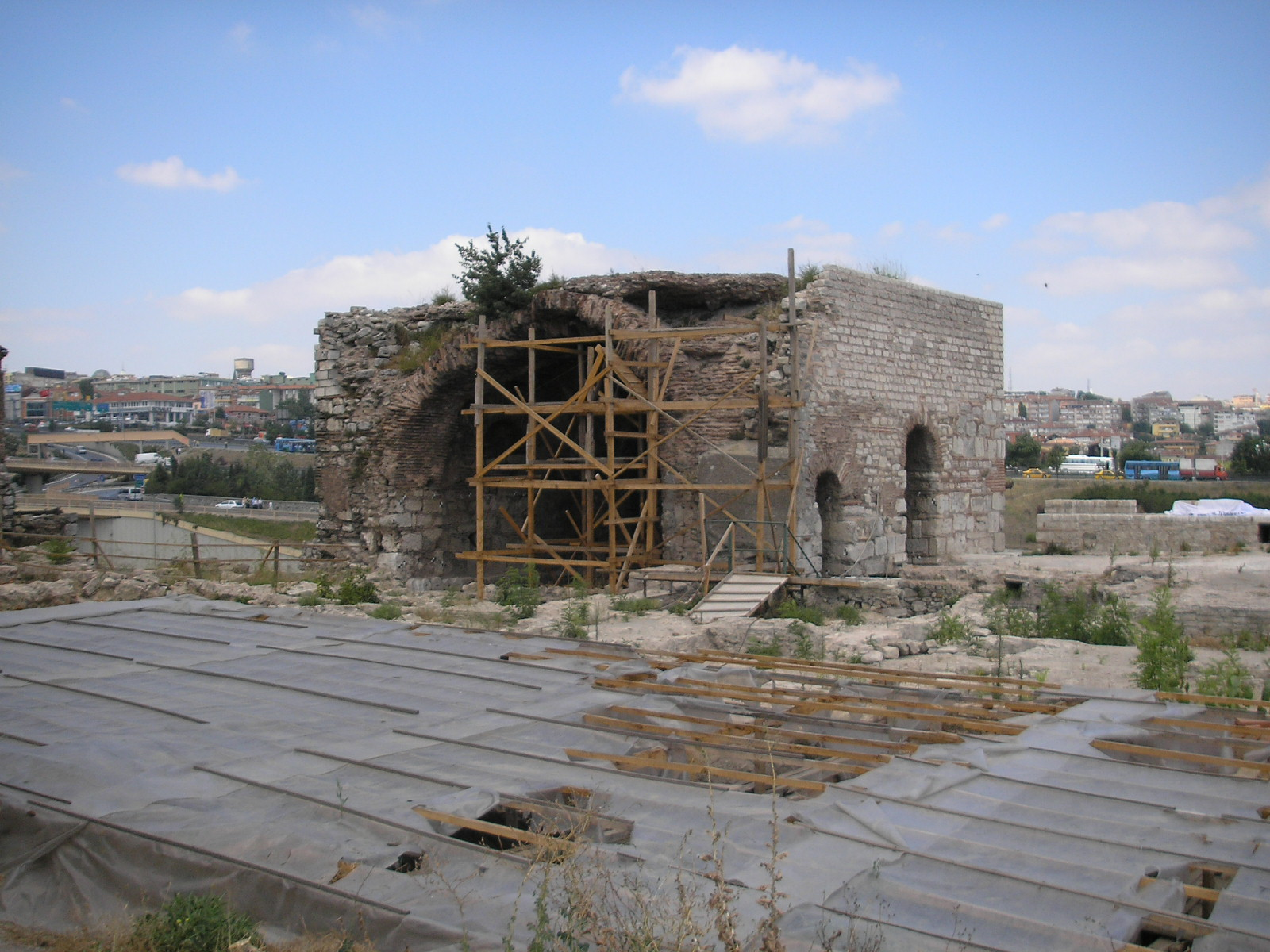
Blachernaipalatset 2007.

Blachernaipalatset, (grekiska τὸ ἐν Βλαχέρναις Παλάτιον) var ett bysantinskt palats, som nu enbart är ruiner. Det användes som huvudresidens av de bysantinska kejsarna 1081-1453. Palatset låg i det nordvästra hörnet av det gamla Konstantinopel, i förorten Blachernae – därav palatsets namn.

## Historik
Palatset började uppföras på 500-talet  som lyxhärbärge för gäster som ville besöka klostret Blachernai strax invid. Palatset byggdes ut och kom i kejsarens användning. Från 800-talet bodde kejsaren hellre med sin familj i Blachernai än i det Stora palatset i Konstantinopel.
På 900-talet började kejsaren Konstantin Porphyrogennetos ("den i purpur födde") bygga ett nytt, och ännu praktfullare palats strax intill. Palatset utsmyckades med ståtliga mosaiker och fresker och fylldes med vackra konstföremål.  
Kejsarfamiljen använde det som huvudresidens från 1081 fram till osmanernas erövring av Bysans 1453 (under det latinska kejsardömet 1204-1261 var Bukoleon kejsaresidens). 
Palatset var bostad för den kejserliga bysantinska familjen fram till det bysantinska rikets fall. Det plundrades och förstördes under Konstantinopels fall 1453. Samtida vittnen omtalar palatsets plundring. 
Den osmanska ämbetsmannen Tursun Beg skrev bland annat: 
"Efter att helt överväldigat staden, började soldaterna plundra staden. De förslavade pojkar och flickor och tog silver och guld, värdefulla stenar och alla sorters värdefulla föremål och tyger från det kejserliga palatset och de rikas hus... varje tält var fyllt av stiliga pojkar och vackra flickor".
Direkt efter osmanernas erövring av Konstantinopel började Eski Saray uppföras för sultanens räkning, som ersatte Blachernaipalatset som bostad för härskaren.
Idag återstår endast rester av palatset som nästan helt och hållet byggts över.